# Microchilus bravocollinus
Microchilus bravocollinus är en orkidéart som beskrevs av Paul Ormerod. Microchilus bravocollinus ingår i släktet Microchilus och familjen orkidéer. Inga underarter finns listade i Catalogue of Life.